# Gerhard Breitenberger
Gerhard Breitenberger (14 de outubro de 1954) é um ex-futebolista austríaco.

## Carreira
Gerhard Breitenberger competiu na Copa do Mundo FIFA de 1978, sediada na Argentina, na qual a seleção de seu país terminou na sétima colocação dentre os 16 participantes.